# Автошлях Т 1024
Автошлях Т 1024 — автомобільний шлях територіального значення в Київській області. Проходить територією Баришівського та Згурівського районів. Загальна довжина — 33,4 км.
Має початок від автошляху E40М03 (Київ-Харків). Проходить через місто Березань, де є однією з центральних вулиць — вул. Шевченків шлях та ін. І далі через населені пункти Лехнівка, Войтове, Усівка до автомобільного шляху Т 2541 .